# Veste airbag
La veste « airbag », ou gilet airbag, ou encore blouson airbag, est un vêtement de sécurité développé pour protéger son utilisateur en cas de chute. Elle peut être utilisée par un conducteur de deux-roues motorisé (moto, scooter…) ou peut également être envisagée comme protection dans d'autres activités telles que l'équitation.

## Principe de fonctionnement
Le principe de base d'une veste airbag est un coussin gonflable de sécurité intégré à la veste qui se gonfle d'air pour protéger son porteur.
Les premiers modèles sont déclenchés par un système de câble de raccordement à la moto qui détecte la chute du pilote à travers la tension du câble et provoque le gonflage du coussin à l'aide d'une ou plusieurs bonbonnes de CO2. Selon les modèles, la veste airbag protège au niveau de la nuque, cela permet de protéger les cervicales et de limiter les risques de coup du lapin au moment de l'impact avec l'obstacle. La veste airbag se gonfle sur le reste du buste (poitrine, côtes flottantes, dos, lombaires) afin d'amortir les chocs et de réduire les distances de glissade.
Doté d'une valve de dégonflage automatique, le système, après avoir protégé le porteur de l'impact grâce au coussin rempli d'air, se dégonfle progressivement afin de permettre de freiner les glissades à la manière d'un ballon de foot qui se dégonfle.
L'efficacité des systèmes à déclenchement par câble dans la protection du pilote est mise en question car leur temps de déclenchement, s'il est suffisant en cas de glissade, peut parfois être trop lent pour être réellement efficace notamment dans le cas de choc contre un obstacle ou un autre véhicule. L'IFSTTAR estime ainsi après une étude menée entre 2005 et 2009 qu'il faudrait que le temps de détection de la chute et gonflage de l'airbag soit inférieur à 100 millisecondes. Cette étude indique également que les lésions les plus graves sur les accidentés en deux-roues concernent la tête dans 44 % des cas et le thorax dans 50 % des cas, d'où la justification de gains de protection possibles procuré par un équipement de type veste airbag. La même étude précise que 71 % des accidents impliquant des motocyclistes concernent un choc avec un autre véhicule. Dans le cas des vestes avec déclenchement par fil, l'étude indique aussi que la position des bonbonnes de gaz déclenchant le gonflage du coussin peut être problématique. En effet des lésions corporelles peuvent survenir à cause de leur positionnement en cas de choc.
Depuis cette étude des systèmes plus évolués voient le jour et ne nécessitent pas la présence de câble de déclenchement relié à la moto. Le principe est d'associer d'une part un ou plusieurs boîtiers électroniques disposés sur la moto avec d'autre part la veste airbag qui dispose d'une batterie lui assurant son autonomie. C'est le système de boîtier électronique par un ensemble de capteurs qui détectent la collision ou le début d'une chute et déclenchent le gonflement de la veste airbag.

## Historique
En 1976, le Hongrois Tamás Straub a inventé la première veste airbag et présenté à l'Office hongrois des Brevets[réf. nécessaire].
De nombreuses sociétés ont tenté de transposer l'accroissement de sécurité que procure un coussin gonflable de sécurité en voiture au monde de la moto. Cependant, les types d'impacts et d'éjections en moto ne s'apparentent pas à ceux observables en voiture. Il était donc très difficile d'équiper les motos d'un tel système. Certains constructeurs ont néanmoins proposé ce type d'équipement comme Honda.
Partant de ce constat, en 1995, la société japonaise Mugen Denko commence à travailler à l'élaboration d'une veste « airbag ». Plutôt que de proposer un coussin de sécurité sur la moto, elle décide de proposer un coussin qui suivra le pilote, même après son éjection.
De nombreuses améliorations sont apportées, jusqu'en 2006 où la société française Helite obtient une certification CE[réf. nécessaire] pour sa version adaptée du système Hit-Air de Mugen Denko, entretemps décliné en gilets, blousons et vestes. Avec cette version du coussin de sécurité, l'intégralité de la colonne vertébrale est protégée. Le fabricant propose un gilet dénommé « Airnest » qui vise à se mettre par-dessus un blouson et non pas intégré, l'avantage étant que cela peut s'adapter sur n'importe quel blouson existant.
De nombreux fabricants se lancent dans la conception de systèmes airbags : Motoair, Spidi, IPJ, Dainese, Bering, Alpinestars.
Ainsi le fabricant Dainese a conçu un gilet airbag pour le motard. Son gilet D-Air Street est le premier à obtenir la note de cinq étoiles au classement SRA avec seulement 45 millisecondes pour gonfler entièrement le gilet à partir du choc. Le gilet airbag se porte par-dessus le blouson habituel et est certifié EN 1621-2 de niveau 1. Utilisé en compétition, le système D-Air protège le pilote au niveau du cou, des épaules et clavicules.
Basé sur le système API doté d'un boîtier de détection des chocs, d'un boîtier de détection de chute et d'un boîtier faisant l'interface entre le deux-roues et le gilet, le fabricant Bering propose depuis novembre 2012 le Protect'Air qui obtient la note de quatre étoiles au classement SRA.
Le fabricant Alpinestars travaille également sur le concept d'airbag et développe sa technologie baptisée « Air Tech » qui équipe déjà les pilotes professionnels. Il vise à commercialiser un équipement pour le grand public dans les prochaines années. Le gilet airbag Alpinestar Tech-Air possède également une version adaptée à la piste, ce qui le rend utilisable pour tous les motards qui pratiquent la moto sur circuit.
Malgré la sécurité qu'elle procure, le coût de la veste airbag est encore élevé et un frein certain à sa généralisation rapide en l'absence de réglementation la rendant obligatoire. La définition de normes relatives à ce type d'équipement est en cours dont prEN 1621-4, la première version EN 1621-1 (Motorcyclists' protective clothing against mechanical impact) datant de 1997.